# Gioielli della Corona di Württemberg

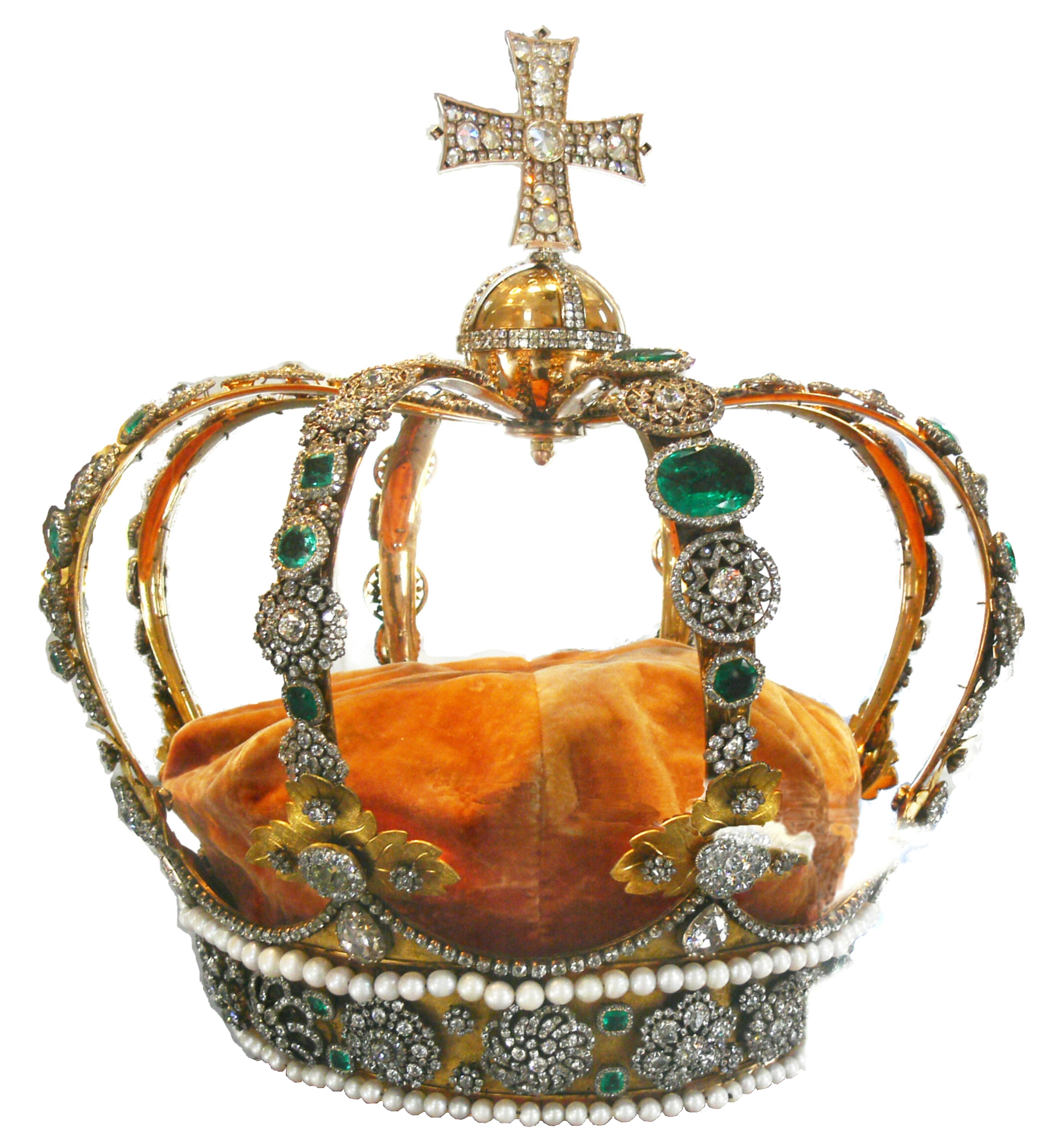
La Corona del Württemberg

I Gioielli della Corona del Württemberg (Kronjuwelen des Königreichs Württemberg) sono una storica collezione di oggetti preziosi di proprietà dei re e delle regine di Württemberg.
La serie originaria dei gioielli della corona venne realizzata nel 1806 in occasione dell'elevazione di Federico I di Württemberg al titolo regale. Tra i pezzi più famosi ricordiamo:
- La Corona di Württemberg è una corona realizzata in oro e decorata con diamanti, perle e smeraldi. Gran parte dei diamanti vennero derivati dalla collezione privata di gioielli del duca Carlo I Alessandro di Württemberg. La corona divenne tradizionalmente solo un simbolo portato durante le cerimonie ufficiali.[1] Successivamente essa venne portata in processione anche durante i matrimoni, i funerali e le celebrazioni in occasione del nuovo anno. L'aspetto della corona venne modificata per l'ultima volta ad opera del gioielliere di corte August Heinrich Kuhn su commissione del re Guglielmo I di Württemberg. Nel 1945 la corona venne confiscata dalle truppe francesi che invasero l'area dopo la caduta del nazismo e venne tenuta in un caveau di una banca a Biberach an der Riß, per poi tornare in patria.

- Il Diadema di diamanti della regina Paolina venne creato nel 1820 appunto per la regina Paolina di Württemberg. Gran parte dei diamanti che compongono ancora oggi il diadema vennero derivati dal re Guglielmo I dalla sua corona e trasferiti al diadema della moglie.

- Il Servizio da cena in oro, un servizio completo per i grandi ricevimenti a corte donato al re del Württemberg nel 1816 dalla Granduchessa (poi regina) Ekaterina Pavlovna Romanova, figlia dello zar Paolo I di Russia.

Dopo la fine della monarchia nel Württemberg la famiglia reale e lo stato di Württemberg dispersero la collezione di gioielli che oggi può parzialmente essere vista esposta al Museo di Stato del Württemberg (Landesmuseum Württemberg).